# Deinopa concors
Deinopa concors är en fjärilsart som beskrevs av Jacob Hübner 1823. Deinopa concors ingår i släktet Deinopa och familjen nattflyn. Inga underarter finns listade i Catalogue of Life.